# Ordgarius pustulosus
Ordgarius pustulosus är en spindelart som beskrevs av Tord Tamerlan Teodor Thorell 1897. Ordgarius pustulosus ingår i släktet Ordgarius och familjen hjulspindlar. Inga underarter finns listade i Catalogue of Life.